# Laura Halding-Hoppenheit
 (août 2016).
Laura Halding-Hoppenheit (née à Reșița) est une militante pour les droits LGBT et de la lutte contre le sida allemande.

## Biographie
Laura Halding-Hoppenheit étudie l'histoire de l'art et l'archéologie à Bucarest et s'installe avec une bourse d'études à Hambourg dans les années 1960 afin d'obtenir un doctorat. En raison de problèmes de communication linguistiques, elle se croit indésirable en Allemagne et fait un mariage de convenance avec un ami dont elle se sépare au bout de six semaines. Elle trouve de l'amitié auprès de la communauté gay hambourgeoise.
Elle épouse Hiltram Roman F. Halding-Hoppenheit, le témoin de son premier mariage, dont elle aura deux enfants. Il devient rédacteur en chef des éditions Burda. Elle cesse ses études et s'installe avec lui au milieu des années 1970 à Stuttgart. Déjà militante, elle s'implique dans la communauté homosexuelle de la ville du Bade-Wurtemberg.
En 1977, elle travaille au Kings Club, un club gay. Elle tombe amoureuse de l'exploitant, l'épouse puis s'en sépare en 1988. En 1989, elle ouvre son établissement, le Lauras Club, qui prend ensuite le nom de Kings Club après la fermeture du premier établissement. Par ailleurs, elle s'engage auprès d'associations comme Lagaya pour les femmes toxicomanes ou des projets mère-enfant, elle finance une assistante sociale dans le café La Strada pour les prostituées des pays du sud-est de l'Europe.
De 1998 à 2002, l'acteur Helmut Berger vit chez Halding-Hoppenheit. Elle le rencontre lors d'un défilé de Harald Glööckler au nouveau château de Stuttgart. Elle le conduit à plusieurs reprises à l'hôpital pour des problèmes d'addiction.
Le Kings Club reçoit un ordre de fermeture, elle part un temps chez sa mère à Salzbourg.
Elle s'engage en politique. En 2003, elle est candidate dans un Wählergruppe de militantisme LGBT. En 2014, elle est élue conseillère municipale de Stuttgart pour Die Linke.

## Source de la traduction
- (de) Cet article est partiellement ou en totalité issu de l’article de Wikipédia en allemand intitulé « Laura Halding-Hoppenheit » (voir la liste des auteurs).